# Going Under
«Going Under»  (en español: 'Hundiéndome') es un tema de la banda de rock alternativo Evanescence, primer track del álbum Fallen y segundo sencillo del mismo.
La canción contiene influencias del rock y el metal. Su instrumentación principal consiste en baterías y guitarras alrededor de la voz soprano de Lee. La canción recibió críticas positivas y mixtas de los críticos de música. A pesar de no entrar en el Billboard Hot 100, «Going Under» alcanzó el quinto lugar en las canciones alternativas de Billboard. La canción también se ubicó entre los primeros cuarenta en cada país y fue certificada platino por la Asociación Australiana de la Industria de Grabación.
El videoclip fue dirigido por Philipp Stölzl y filmado en mayo de 2003 en Alemania. El video muestra a Lee celebrando un concierto.

## Antecedentes
"Going Under" fue escrito por Amy Lee, Ben Moody y David Hodges, mientras que la producción fue realizada por Dave Fortman. Fue la última canción escrita para el álbum Fallen, aunque se grabó una versión maqueta antes del lanzamiento del álbum, y presentaba un sonido ligeramente diferente en la música y la voz de Lee. Se grabó una versión acústica poco después del lanzamiento de Fallen, junto con varias otras canciones.

La letra habla sobre "salir de una mala relación" , y cuando estás en la final de lo acabado , cuando estás en el punto donde te das cuenta de algo tiene que cambiar, que no puedes seguir viviendo en la situación que estás , es muy frío. Es una canción muy fuerte.- Amy Lee
MTV News

El sencillo británico de "Going Under" contiene la versión del álbum y una versión en vivo grabada en la radio WNOR en Norfolk, Virginia. Una versión acústica de "Going Under" y la canción "Heart-Shaped Box" de la banda Nirvana grabada en la radio WXDX-FM en Pittsburgh también se incluyen en el sencillo. La cuarta pista es el video musical de la canción. Tim Sendra de Allmusic no estaba satisfecho con la versión de Nirvana, diciendo que la voz de Lee "es demasiado dramática y sirve para hacer de la canción una broma de mal gusto".

## Recepción
Tim Sendra de AllMusic llamó a la canción "una de las pistas más difíciles" de Fallen. Vik Bansal de MusicOMH declaró que la banda "ha unido partes de metal y gótico en el caldero y, utilizando un poco de pop, produjo una mezcla que hace que esos dos géneros musicales sean más agradables para el público en general". Sendra también elogió la versión acústica de la canción incluida en el sencillo, observando que la voz de Lee tiene "rienda suelta para volar". No estaba satisfecho con la versión de Nirvana que apareció en el sencillo, diciendo que la voz de Lee está en "el lado demasiado dramático aquí y sirve para convertir la canción en una broma de mal gusto". Johnny Loftus de la misma publicación escribió que la canción "surge muy bien en su coro de himnos, y cuando las guitarras aparecen ... Lee coincide su poder fácilmente". Mientras revisaba Fallen, Christopher Gray de Austin Chronicle señaló que "Going Under" era una de las canciones del álbum que están conectadas por " unir la agitación interna de Lee a los tumultuosos riffs de la banda".  El escritor de PopMatters Adrien Begrand, aunque criticó el álbum en su conjunto, elogió a Lee por hacer que algunas de las "líneas banales" de la canción, como "cincuenta mil lágrimas que he llorado", suenen sinceras.

## Video musical
El video muestra a Evanescence en un concierto. Al comienzo, puede verse a Amy siendo maquillada brutalmente por las maquilladoras, a las cuales comienza a ver como vampiros. Por otro lado, se ve a Ben Moody en una conferencia de prensa, siendo atormentado por los paparazzis y periodistas (esta parte del video fue inspirada por las constantes preguntas a la banda acerca de si pertenecían o no al rock cristiano). En el transcurso del video, se intercalan escenas del concierto con algunas de Amy cantando bajo el agua. En un momento, Amy y toda la banda se tiran encima del público y puede verse cómo ella se hunde en lo que parece ser un estanque. Al emerger, lo hace de entre el público presente. Finalmente, Amy deja de ver a todos como monstruos pero en la escena final, Ben es el que se ve como un monstruo.
El canal de televisión VH1 lo eligió como uno de los 15 videos más tenebrosos de todos los tiempos.

## Lista de canciones
1. Going Under 3:37
2. Going Under (Live Acoustic) 3:10
3. Multimedia part: "Going Under" video 3:36

## Posicionamiento

### Semanal
| Año(2003–04)                                              | Pico de posición |
| --------------------------------------------------------- | ---------------- |
| Australia (ARIA)                                          | 14               |
| Austria (Ö3 Austria Top 40)                               | 14               |
| Bélgica (Flandes) (Ultratop 50)                           | 28               |
| Bélgica (Valonia) (Ultratop 50)                           | 37               |
| Brazilian Singles Chart (ABPD)                            | 10               |
| Canada (Canadian Singles Chart)                           | 11               |
| Canada (Hot Canadian Digital Songs)                       | 14               |
| Finlandia (OFC)                                           | 19               |
| Francia (SNEP)                                            | 16               |
| Alemania (Official German Charts)                         | 15               |
| Irlanda (IRMA)                                            | 18               |
| Italia (FIMI)                                             | 9                |
| Países Bajos (Dutch Top 40)                               | 26               |
| Países Bajos (Mega Single Top 100)                        | 16               |
| Nueva Zelanda (Recorded Music NZ)                         | 4                |
| Noruega (VG-lista)                                        | 12               |
| Rumania (Romanian Top 100)                                | 99               |
| España (Top 100 Canciones)                                | 17               |
| Suecia (Sverigetopplistan)                                | 11               |
| Suiza (Schweizer Hitparade)                               | 13               |
| Reino Unido (UK Singles Chart)                            | 8                |
| Estados Unidos (Alternative Airplay)                      | 5                |
| Estados Unidos Bubbling Under Hot 100 Singles (Billboard) | 4                |
| Estados Unidos Mainstream Rock Tracks (Billboard)         | 26               |
| Listas (2013)                                             | Posiciones       |
| Reino Unido (Official Charts Company)                     | 23               |

## Certificaciones
| País                                                            | Certificación | Ventas  |
| --------------------------------------------------------------- | ------------- | ------- |
| Australia (ARIA)                                                | Oro           | 35,000^ |
| ^cifras de envíos sobre la base de la certificación por sí sola |               |         |